# 화순역
화순역(Hwasun station, 和順驛)은 전라남도 화순군 화순읍 벽라리에 있는 경전선과 화순선의 철도역이다. 경전선 삼랑진역 기점 274.9킬로미터 지점에 위치한 역이다. 경전선 송정리 ~ 순천 구간 개통과 동시에 영업을 개시했으며, 1942년에 화순탄전의 무연탄을 수송하기 위하여 화순선이 개통되었다. 그 후 1986년에 화순선 전 구간이 대한석탄공사 소유의 사유철도화가 되었다.
2006년 7월 한국철도공사 지사제 발족 당시 그룹대표역으로 지정되었으나, 업무 효율과 핵심 사업 실행, 현장중심의 경영체제 확립을 위한 조직개편으로 2009년 9월 각 지사가 지역 본부로 축소되면서, 그룹대표역에서 보통역으로 격하되었다.

## 역명 유래
고려시대에 이르러 온화하고 착하고 순진한 사람들이 모여살고 있다 하여 화순현으로 개칭하고 1914년 화순군으로 개칭하였으며 지역명을 따라 화순역이라 하였다.

## 연혁
- 1930년 12월 25일 : 보통역으로 영업 개시[1]
- 1942년 10월 1일: 화순선 개통[2]
- 1950년 10월 4일 : 역사 전소
- 1957년 9월 7일 : 역사 신축 준공
- 1964년 9월 15일 : 앵남역 관리역지정[3]
- 1974년 1월 1일 : 화순선 여객 취급 중지
- 1984년 12월 1일 : 화순선 장동~복암 구간 대한석탄공사 전용선화
- 1986년 1월 1일 : 화순선 모든 구간 대한석탄공사 전용선화
- 1988년 1월 20일 : 무연탄화물(수입무연탄한) 도착취급역 지정[4]
- 1991년 9월 1일 : 소화물 취급 중지[5]
- 2003년 6월 18일 : 역사 신축 준공
- 2004년 3월 31일 : 통일호 운행 종료
- 2006년 10월 31일 : 통근열차 운행 종료
- 2017년 12월 18일 : 화물 취급 중지[6]
- 2021년 1월 15일 : 남도해양열차 운행 개시

### 승강장
| ↑효천   |
| ５４ \| |
| 능주↓   |

| 4 | 경전선 | 무궁화호 S-Train | 부산 방면   |
| 5 | 경전선 | 무궁화호 S-Train | 서광주 방면 |

## 인접한 역
| 경전선         | 경전선              | 경전선             |
| -------------- | ------------------- | ------------------ |
| 능주 부전 방면 | 무궁화호 경전선     | 효천 목포 방면     |
| 능주 부산 방면 | 남도해양열차 경전선 | 효천 광주송정 방면 |